# Köttmannsdorf
Köttmannsdorf (en slovène Kotmara vas) est une commune autrichienne du district de Klagenfurt-Land en Carinthie.

## Géographie

### Situation géographique
Le territoire communal de Köttmannsdorf (au nom slovène de Kotmara vas) se trouve au sud-ouest de la capitale du Land, Klagenfurt, sur la chaîne de Sattnitz (Gure) (de conglomérat) et est délimitée par le lac de barrage de Ferlach ("Ferlacher Stausee", Boroveljski jez") au sud, la vallée du lac de Keutschach ("Hodiše") au nord, la paroi de Dobein ("Dobajna") au nord-ouest et le col de Hollenburg ("Humberk") ou la dépression de Maria Rain (Žihpolje) à l'est. Le point culminant de la commune est le Sabalahöhe à l'ouest avec 921 m, tandis que le point le plus bas se trouve au lac de barrage de Ferlach avec 441 m. La structure de la surface de la commune présente un gradient nord-sud ou ouest-est. Le drainage principal est assuré par le Rekabach (Reka), qui traverse le territoire communal d'ouest en est.

### Division de la commune
Köttmannsdorf est divisé en quatre communes de cadastre: Wurdach (Vrdi), Köttmannsdorf (Kotmara vas), Hollenburg (Humberk) et Rotschitzen (Ročica). Le territoire communal comprend les 23 localités suivantes:
- Aich (Hovč)
- Am Teller (Talir)
- Gaisach (Čežava)
- Göriach (Gorje)
- Hollenburg (Humberk)
- Köttmannsdorf (Kotmara vas)
- Lambichl (Ilovje)
- Mostitz (Mostič)
- Neusaß (Vesava oder Novo selo)
- Plöschenberg (Plešivec)
- Preliebl (Preblje)
- Rotschitzen (Ročica)
- St. Gandolf (Šentkandolf)
- St. Margarethen (Šmarjeta)
- Schwanein (Zvonina)
- Thal (Lipica)
- Trabesing (Trabesinje)
- Tretram (Medrejtre)
- Tschachoritsch (Čahorče)
- Tschrestal (Črezdol)
- Unterschloßberg (Pod Gradom)
- Wegscheide (Razpotje)
- Wurdach (Vrdi)

## Histoire
Depuis la colonisation de la région par les Carantans - Slaves au VIe siècle et l'établissement de la Carantanie, la région a été le théâtre d'un développement économique important. de l'État au 7e siècle, la région de Sattnitz (slov. Gure) et Köttmannsdorf/Kotmara vas est étroitement liée à l'histoire slovène de Carinthie et son histoire culturelle.
Köttmannsdorf a été mentionné pour la première fois dans un document en 1142 sous le nom de Kotmansdorf, dérivé du nom de personne Hotemer. C'est à cette époque qu'ont été créés quelques-uns des villages qui existent encore aujourd'hui sur le territoire communal qui, au 13e siècle, faisait partie des possessions de l'Abbaye de Viktring ou de la seigneurie Keutschach.
C'est également en 1142 que le château de Hollenburg, sur la rive gauche de la Drave, est mentionné pour la première fois dans un document. Il a été pendant des siècles le centre du pouvoir de la Vallée du Rosental (Rož), les seigneurs respectifs du château de Hollenburg, en premier lieu les Seigneurs de Hollenburg même, ont marqué de leur empreinte les événements de la région située entre la Drave et la vallée de Keutschach. Quasiment détruit par un tremblement de terre en 1348, puis reconstruit, il fut le siège d'un tribunal régional à partir de 1349.
Maximilien Ier vendit le château en 1514 à Siegmund von Dietrichstein. La lignée Hollenburg de la famille Dietrichstein, ainsi nommée en son honneur, transforma le château fort aux 16e et 17e siècles, tel qu'il est encore conservé aujourd'hui. Avec Moritz von Dietrichstein, cette branche de la famille s'est éteinte dans la lignée masculine en 1864.
En 1850, la commune de Köttmannsdorf a été formée à partir des communes cadastrales de Hollenburg, Köttmannsdorf et Rotschitzen.
En 1869, la commune de Wurdach, qui existait depuis 1850, a été intégrée avec les localités de Wurdach, Plöschenberg, Mostiz, St. Margarethen et Tschrestal.
1920 Référendum_de_Carinthie : 62,3 % de la population slovène votent pour le maintien dans l'Autriche.
Après la fin officielle de la Seconde Guerre mondiale (8 mai), le 10 mai 1945, domobranci slovènes (Heimwehr). des  anticommunistes Četnik, des unités de la Waffen-SS (7. SS-Freiwilligen-Gebirgs-Division "Prinz Eugen") et des civils anticommunistes yougoslaves en fuite se livrent encore à de durs combats avec les partisans près de Hollenburg. Ces colonnes de réfugiés furent internées par les Britanniques dans un camp de réfugiés provisoirement installé au Viktringer Feld, à la limite nord-est de la commune de Köttmannsdorf, et livrées aux partisans dans la deuxième quinzaine de mai.

## Geographie et nature

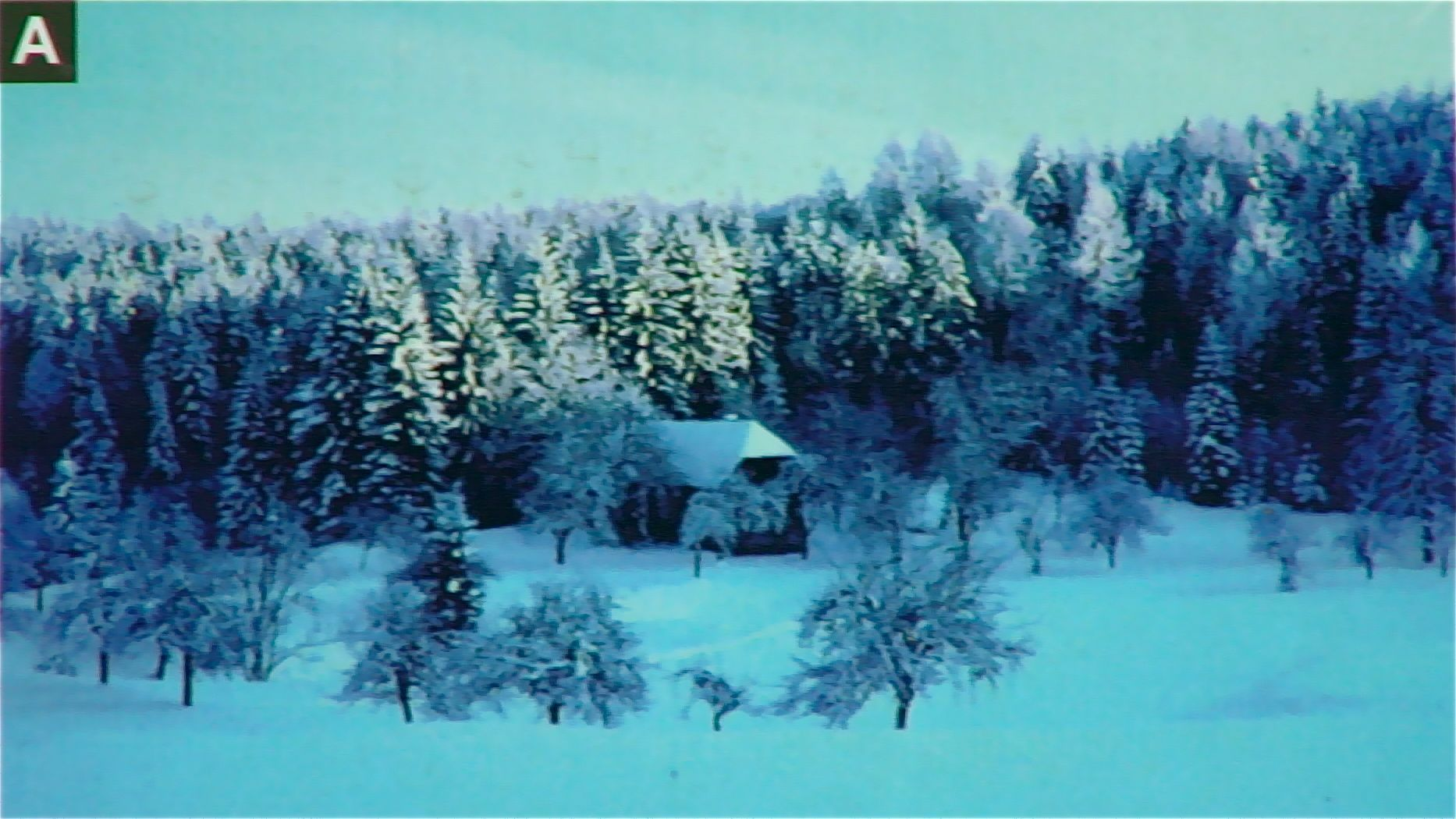
Karutschnig-Hof (détruit en 1988)
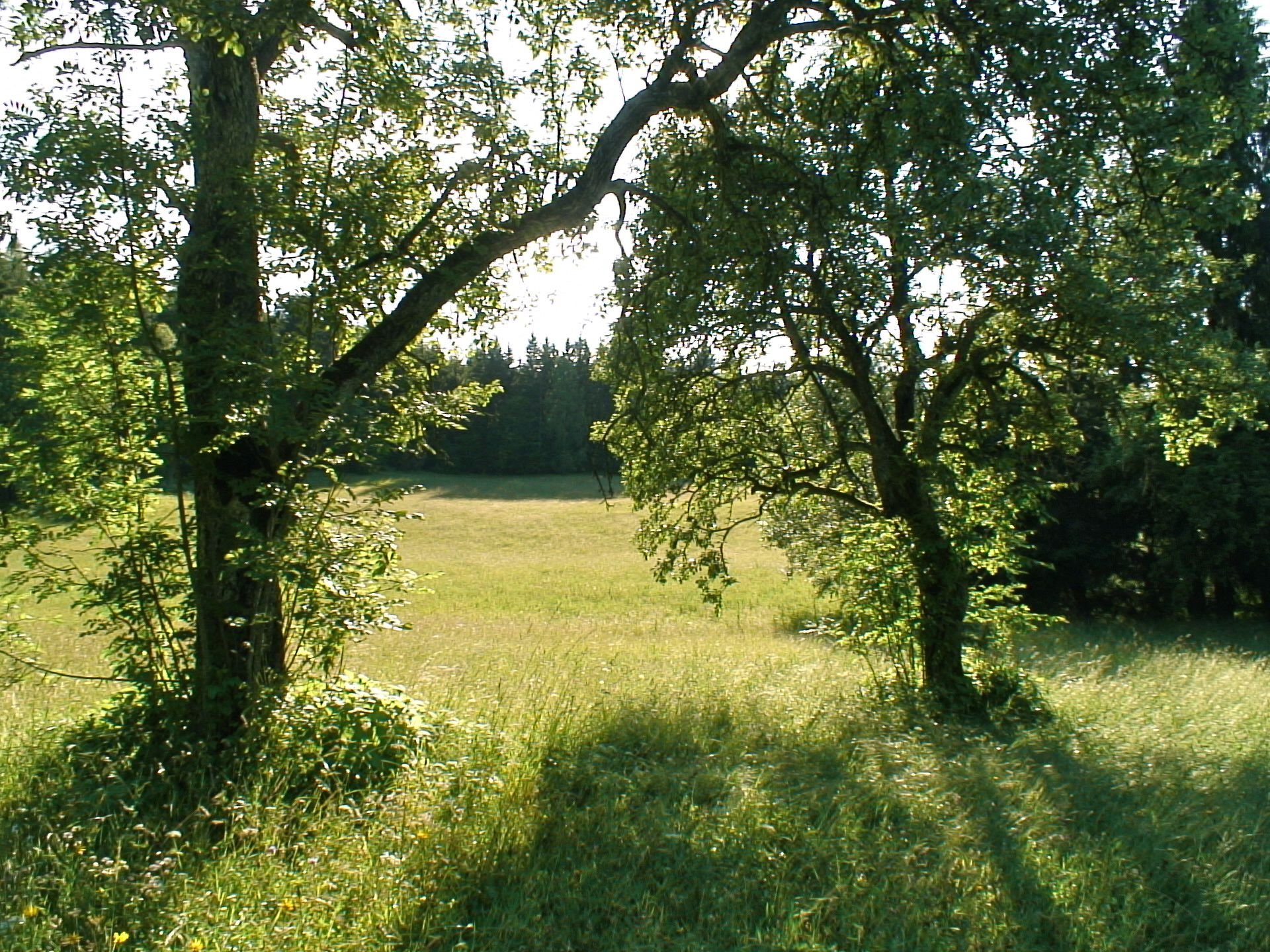
Karutschnig-Wiese heute
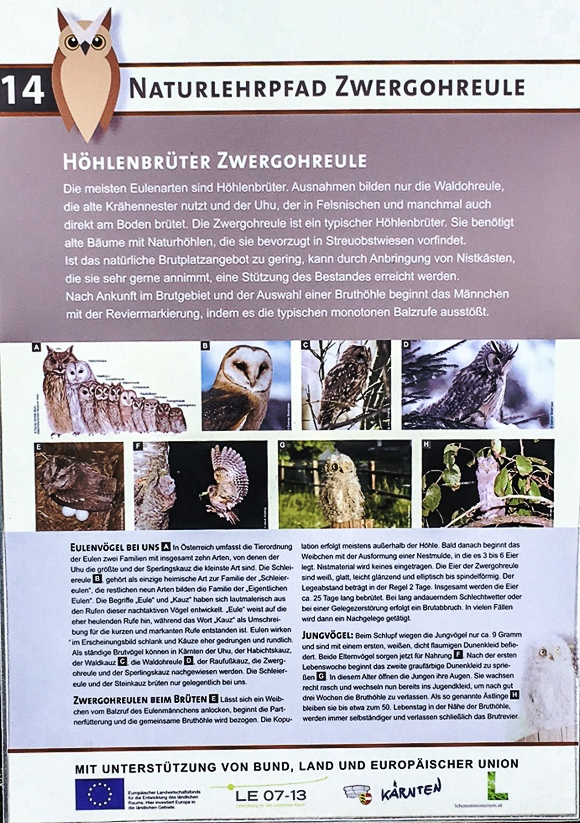
Zwergohreule ein Höhlenbrüter

### Dolines et phénomènes karstiques
En raison de sa teneur élevée en calcaire, le conglomérat Sattnitz, dont l'épaisseur peut atteindre 400 mètres, se comporte comme une montagne calcaire soluble et présente différents phénomènes karstiques. C'est ainsi que se sont formés des entonnoirs d'infiltration, appelés dolines. Après s'être infiltrée dans le sol, l'eau s'écoule jusqu'aux couches de charbon et d'argile qui retiennent l'eau sous le conglomérat et remonte à la surface au pied de la chaîne du Sattnitz sous forme de nombreuses sources, parfois très abondantes. La source Müllner près du lac Bassgeigensee est par exemple célèbre, avec un débit de 50 à 150 litres d'eau par seconde.

## Population
Selon le recensement de 2001, la commune de Köttmannsdorf compte 2.792 habitants, dont 95,1 % sont de nationalité autrichienne, 1,6 % de nationalité allemande et 1,4 % de nationalité bosniaque. 6,4 % de la population appartiennent au groupe ethnique slovénophone.
81,6 % de la population de la commune se réclament de l'Église catholique romaine, 5,0 % de l'Église évangélique, 1,5 % de l'Islam, 8,6 % sont sans confession religieuse.
La paroisse catholique est bilingue, allemand et slovène,.

### Le dialecte slovène
Köttmannsdorf appartient typologiquement au groupe dialectal slovène de Carinthie du dit dialecte du Rosental ou à sa variété nord-ouest de Sattnitz (Gure). Il se caractérise par de nombreux archaïsmes phonétiques, morphologiques et lexicaux,,,.
Le nom slovène autochtone des habitants de Sattnitz (slow. Gure = région montagneuse) est Gorjanci (par opposition au nom des habitants de la plaine de Klagenfurt (ou Klagenfurter Feld ou Celovško polje). situé en contrebas, lesPoljanci < polje = champ).

### Les noms de lieux slovènes
L'intégration de la région dans l'histoire culturelle slovène est à l'origine dŽun r+epertoire des noms de lieux slovènes en Carinthie de la commune, qui ont été répertoriés par les militants de l'association culturelle locale avec une minutie scientifique et en collaboration avec l'Institut ethnographique Urban Jarnik de Klagenfurt et finalement publiés sous forme imprimée et électronique. Sur le site de l'association, on peut écouter des extraits sonores en dialecte slovène local.
En 2010, le trésor linguistique des noms slovènes de lieux-dits et de fermes en Carinthie est devenu Patrimoine mondial immatériel, tel que déclaré par l'UNESCO, et a été inscrit sur la Liste autrichienne (patrimoine culturel national).
Aux noms de lieux slovènes correspondent également les noms de maisons, souvent slovènes, tels qu'ils sont également répertoriés sous forme de livre.

## Monument culturels
- Château de Hollenburg (Schloss Hollenburg/Humberk), origines gothiques du 14ème siècle, transformatoin en château en 1588.
- église paroissiale de Köttmannsdorf/Kotmara vas, dédiée à saint Georges, église de style roman avec la plus ancienne lanterne de morts au cimetière de style gothique.
- église de saint Gandolf
- église de sainte Margarethe
- sentiér pédagogique en nature de la chouette sur le Plöschenberg et Wurdach
- chapelle de forêt Maria Waldesruh.

### La vie associative slovène et l'association culturelleGorjanci
Dès 1885, le quatuor masculin « Gorjanci » a été fondé par Matija Prosekar, futur maire et militant culturel slovène, faisant de cette association culturelle slovène l'une de celles ayant la plus longue tradition institutionnelle du pays. En 1888, une branche de l'Association slovène des écoles Cyrille et Méthode (« Društvo svetega Cirila in Metoda ») a été fondée à Köttmannsdorf,.
L'association culturelle slovène « Gorjanci » elle-même a été fondée le 14 décembre 1919 en tant qu'association éducative. La création de l'association remonte au grand mouvement culturel slovène de l'époque, dans le contexte, d'une part, de l'effort d'affirmation de l'identité slovène et, d'autre part, en réaction à la pression politique, économique et sociale croissante de la germanisation. À l'époque, nombreuses associations éducatives et culturelles slovènes ainsi que des coopératives et associations d'épargne et de crédit slovènes ont été fondées et sont en partie actives encore aujourd'hui. Le premier président était Tomaž Prosekar, le fils de Matija Prosekar. Les domaines d'activité les plus importants de l'association culturelle « Gorjanci » étaient le théâtre amateur, le chant de chœur, la tambourizza, la gestion d'une bibliothèque de club et l'organisation de divers événements éducatifs,.
Jusqu'à nos jours, l'association culturelle slovène « Gorjanci » propose un large éventail d'activités culturelles et d'opportunités de rencontres.

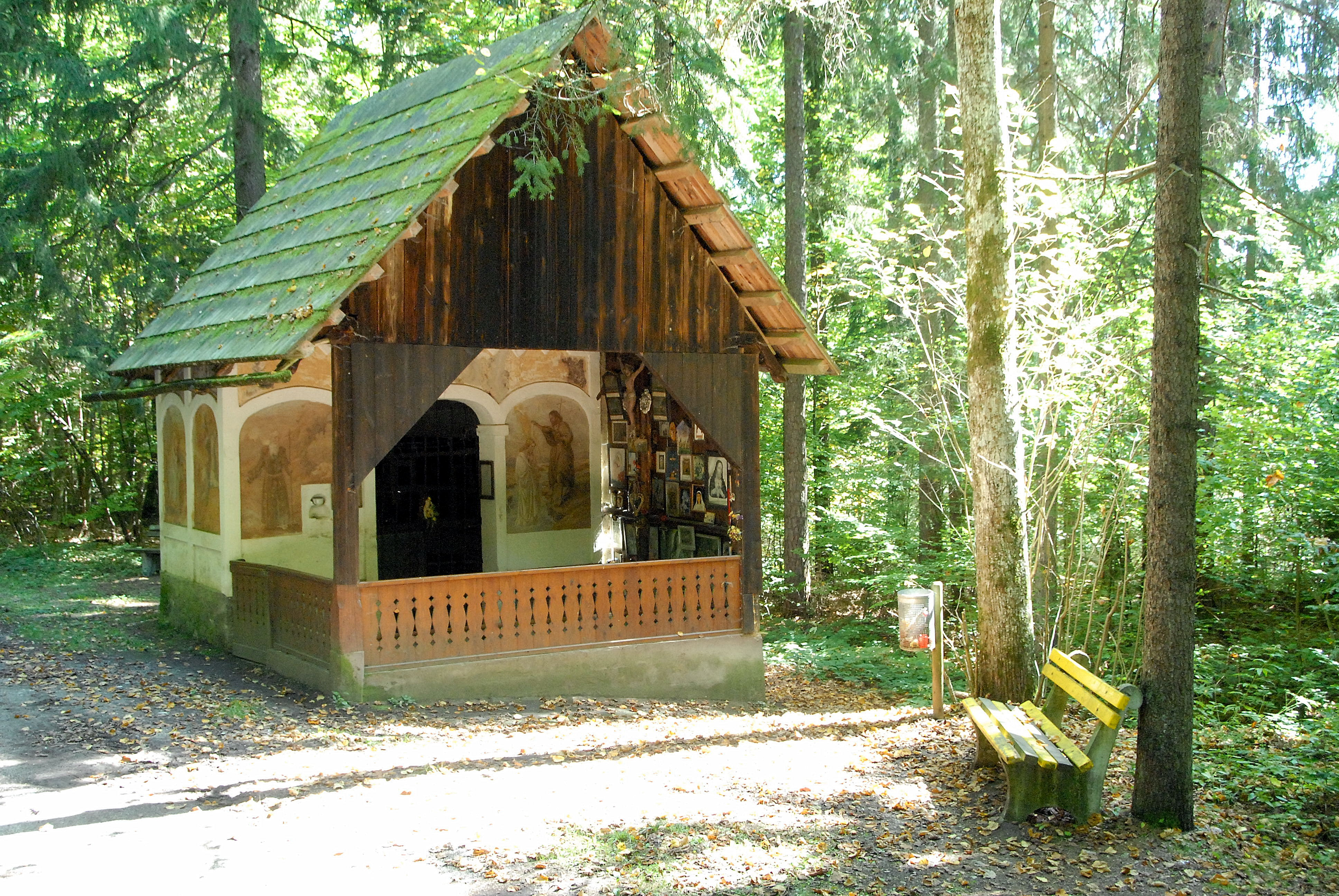
Maria Waldesruh – vue de la chapelle côté ouest
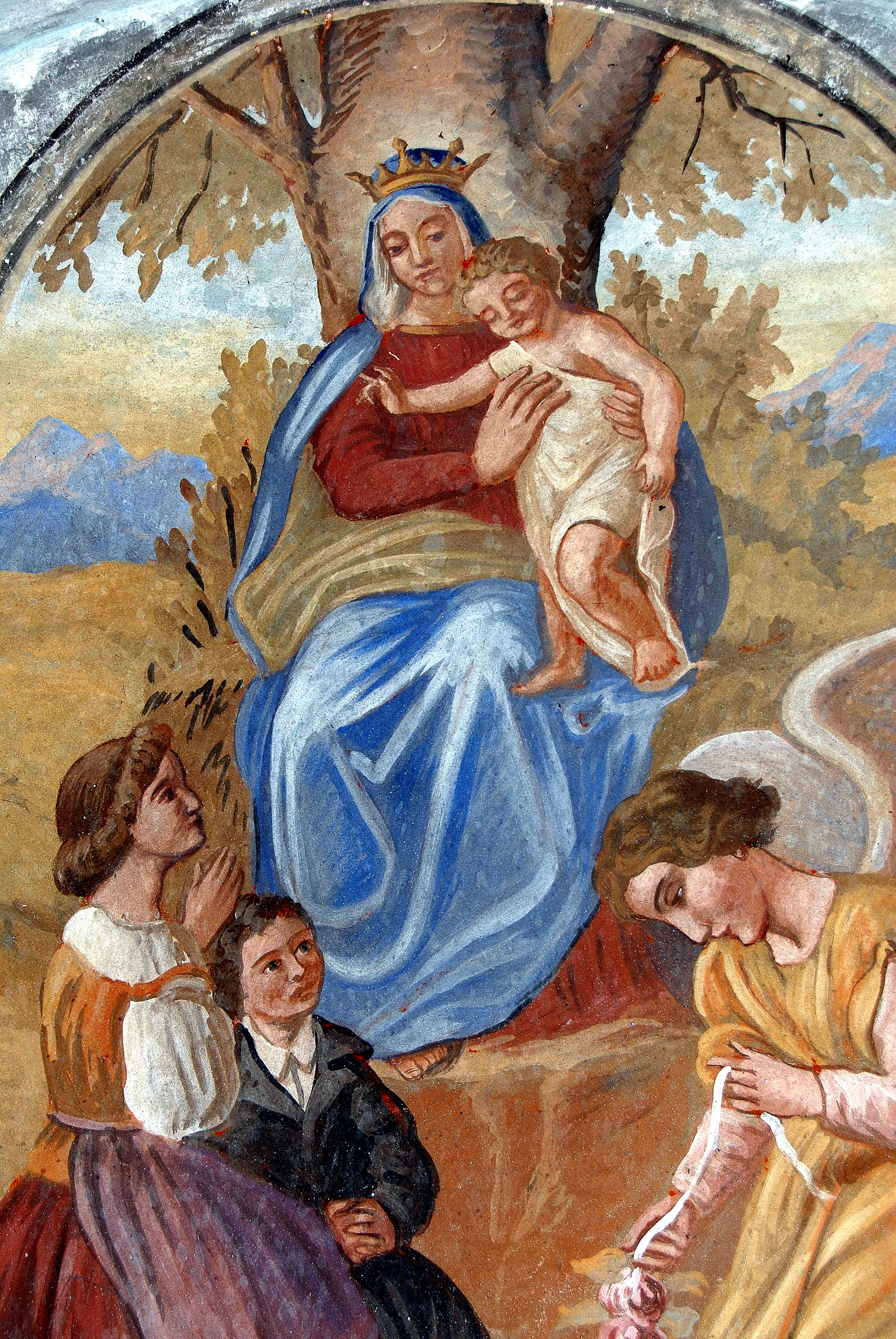
Maria Waldesruh – Retable de la chapelle forestière
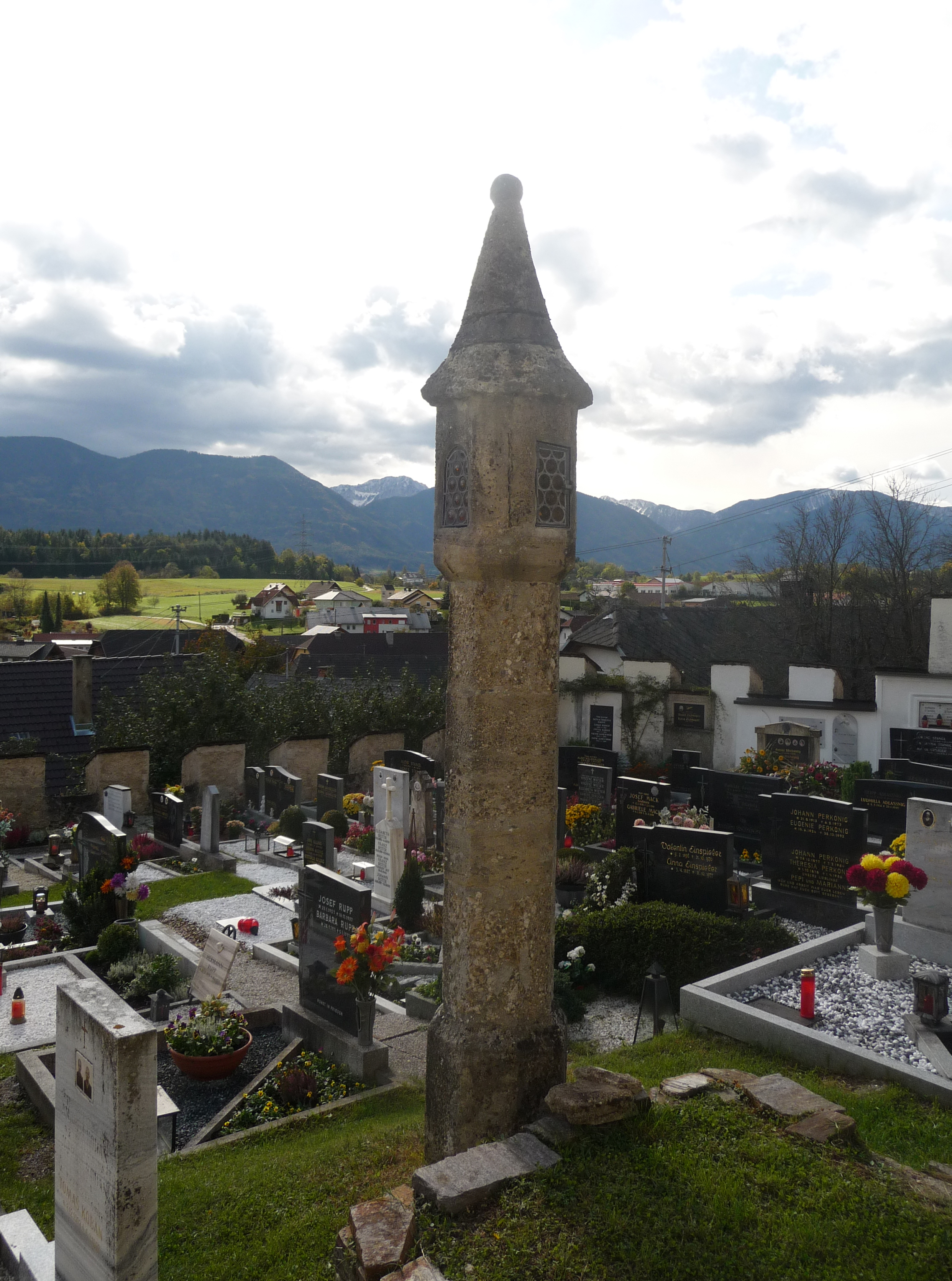
La plus anciennes lampe mortuaire gothique d'Autriche au cimetière paroissial

## Personnalités
- Franz Erwein (1823–1891), homme politique
- Antoine Trampitsch (1860 Wegscheide/Razoptje – 1941 Nancy), brasseur d'origine slovène, né à Köttmannsdorf/Kotmara vas, fondateur de la Grande Brasserie Champigneulles en France[19]
- Primus Lessiak (1878–1937), germaniste
- Werner Jobst (* 1945 à Tschachoritsch), archéologue classique
- Johann Ciesciutti (1906–1997), poète ouvrier

## Littérature
- 850 Jahre Köttmannsdorf. Köttmannsdorf 1142–1992. Redaktion: Vinzenz Jobst. Eigenverlag der Gemeinde. Köttmannsdorf 1992.
- Bertrand Kotnik: Zgodovina hiš južne Koroške, občina Kotmara vas, 2. knjiga. Celovec 1993 (slowenische Hausnamen)
- Vinko Wieser: Gorjanci, Izobraževalno društvo Gorjanci, Kotmara vas, dans: Katja Sturm-Schnabl, Bojan-Ilija Schnabl (Hg.): Enzyklopädie der slowenischen Kulturgeschichte in Kärnten/Koroška, Von den Anfängen bis 1942. Wien, Köln, Weimar, Böhlau Verlag 2016, tome 2, p. 437–439,  (ISBN 9 783 20579673 2) (https://www.vandenhoeck-ruprecht-verlage.com/themen-entdecken/literatur-sprach-und-kulturwissenschaften/sprach-und-literaturwissenschaften/literaturwissenschaft-komparatistik/50227/enzyklopaedie-der-slowenischen-kulturgeschichte-in-kaernten/koroska)
- Anton Kreuzer: Köttmannsdorf und Umgebung – Die Gegend zwischen dem Keutschacher Seental und dem Draufluss, Klagenfurt 2011, Kreuzer Buch, Einigkeitsstraße 3, 9020 Klagenfurt
- J. Filipič: Der nationale Differenzierungsprozeß in den Gemeinden Oberdörfl / Zgornja Vesca, Ludmannsdorf / Bilčovs und Köttmannsdorf / Kotmara vas in den Jahren 1880 bis 1945. Wien 1994.
- M. Müller: Der Sprachwechsel in Kärnten. Eine Fallstudie in der Gemeinde Köttmannsdorf / Kotmara vas. Wien 2000.